# Paepalanthus rupestris
Paepalanthus rupestris är en gräsväxtart som beskrevs av George Gardner. Paepalanthus rupestris ingår i släktet Paepalanthus och familjen Eriocaulaceae. Inga underarter finns listade i Catalogue of Life.